# Programa Mundial de Investigaciones Climáticas
El Programa Mundial de Investigaciones Climáticas (PMIC) fue establecido en 1980, bajo el patrocinio conjunto del Consejo Internacional para la Ciencia y la Organización Meteorológica Mundial, y también ha sido patrocinado por la Comisión Oceanográfica Intergubernamental de UNESCO, desde 1993. Es un componente del Programa Climático Global. Los objetivos del programa son el desarrollo de la comprensión científica fundamental de la física del sistema climático y de sus procesos, necesarios para determinar la medida de cómo predecir y el grado de influencia humana sobre el clima. El programa abarca los estudios de la atmósfera global, océanos, banquisa, tierra helada (como glaciales, campos de hielo, indlandsis), y la superficie de la tierra que en conjunto constituyen el sistema climático de la Tierra.
Las actividades del PMIC abordan los problemas de incertidumbre científica en el sistema climático de la Tierra, incluido el transporte y el almacenamiento de calor por los océanos, la energía global, el ciclo hidrológico, la formación de nubes y sus efectos sobre la transferencia radiativa, y el papel de la criósfera en el clima. Estas actividades corresponden a las prioridades identificadas por los científicos del Intergovernmental Panel on Climate Change, y proporcionan la base para responder a las cuestiones planteadas en la Convención Marco de las Naciones Unidas sobre el Cambio Climático. El PMIC también sienta las bases científicas para el cumplimiento de los retos que plantea las investigaciones en el Programa 21. Junto con el International Geosphere-Biosphere Programme y el "Dimensiones Humanas Internacionales del Programa Cambio Ambiental Global", PMIC proporciona el marco internacional de cooperación científica en el estudio del cambio climático mundial.
La orientación científica para el programa es proporcionado por un Comité Científico Mixto, formado por 18 científicos seleccionados de común acuerdo entre las tres organizaciones patrocinadoras.

## Estructura
El grupo más numeroso de colaboradores del PMIC está formado por varios miles de científicos del clima de todo el mundo que ofrecen su experiencia y su tiempo como voluntarios para, por ejemplo, ayudar a organizar talleres en áreas clave de investigación, plantear vías de investigación futura y formar parte de los consejos científicos o consultivos del programa. La orientación científica oficial del programa corre a cargo de un Comité Científico Conjunto formado por 16 científicos voluntarios seleccionados de mutuo acuerdo por las tres organizaciones patrocinadoras. Las operaciones cotidianas cuentan con el apoyo de una secretaría de unos 8 empleados a tiempo completo, con sede en la Organización Meteorológica Mundial en Ginebra.
La estructura del programa está conformada por los siguientes entes:
- Comité Científico Conjunto
- Secretaría
- Oficinas internacionales
- Actividades faro
- Proyectos núcleo y comunidades de investigación

## Proyectos mayores
- Stratospheric Processes And their Role in Climate (SPARC)
- http://isccp.giss.nasa.gov/ International Satellite Cloud Climatology Project (ISCCP)
- http://clic.npolar.no/ Climate and Cryosphere (CliC)
- http://www.clivar.org/ Climate Variability and Predictability (CLIVAR)
- http://www.gewex.org/ Global Energy and Water Cycle Experiment (GEWEX)